# John Cheever
John William Cheever (Quincy, Massachusettes; 27 de mayo de 1912-Ossining, Nueva York; 18 de junio de 1982) fue un escritor estadounidense. Frecuentemente es llamado «el Chéjov de los suburbios».

## Biografía
John William Cheever nació en Quincy, Massachusetts, el segundo hijo de Frederick Lincoln Cheever y Mary Liley Cheever. Su padre era un próspero empresario dedicado a la venta de zapatos y Cheever pasó gran parte de su infancia en una gran casa victoriana, en el 123 de Winthrop Avenue, en el entonces elegante barrio de Wollaston, Massachusetts. A mediados de la década de 1920, sin embargo, cuando las industrias textil y del calzado de Nueva Inglaterra iniciaron su largo declive, Frederick Cheever perdió la mayor parte de su fortuna y comenzó a beber de forma excesiva. Para pagar las facturas, Mary Cheever abrió una tienda de regalos en el centro de Quincy, una " terrible humillación" para la familia, según la expresión de John.
Su expulsión de la Academia Thayer, por fumar, terminó con su educación y al mismo tiempo fue el núcleo de su primer relato, «Expelled», que Malcolm Cowley compró para el periódico New Republic. A partir de ese momento, Cheever se dedicó por completo a escribir cuentos que progresivamente encontraron espacio en revistas y periódicos como New Republic, Collier's Story, Atlantic, y finalmente en la famosa revista The New Yorker, con la que mantuvo, hasta el final de sus días, una intensa relación.
En 1937 contrajo matrimonio con Mary Winternitz y en 1943 publicó su primer libro de relatos, The Way Some People Live. En este, y en los que seguirían, Cheever se afanó por mostrar la infelicidad y las fisuras de la gente de clase media alta con la que siempre convivió. Relatos clásicos como «El nadador» (The Swimmer) o «La radio monstruosa» (The Enormous Radio), son una muestra de la mirada detallista y a la par simbólica en la mayoría de sus cuentos. Sus siguientes libros de relatos lo reafirmaron como uno de los grandes escritores de Estados Unidos y uno de sus mejores cuentistas.
Su primera novela, Crónica de los Wapshot (1957), le valió un National Book Award. En ella narra la historia de una familia -en parte inspirada por la historia de su padre y su madre- en proceso de abandonar su viejo estilo de vida -el pueblecito de Saint Botolphs- para adecuarse a la vida moderna de las grandes ciudades. El escándalo de los Wapshot (1964) continúa la saga de la primera novela y las vicisitudes de la familia Wapshot.
La visión muchas veces sombría que habita en sus cuentos -y la pobreza moral de muchos de sus personajes- vino a reafirmarse con su tercera novela, Bullet Park (1969), que narra la historia de una familia amenazada por la violencia en la tranquilidad de los barrios residenciales. Por su parte, Falconer (1977), narra la experiencia de Ezekiel Farragut, un exprofesor universitario de 48 años, adicto a las drogas y encarcelado por fratricidio.
En 1979 ganó el Premio Pulitzer por la compilación de sus relatos titulada The Stories of John Cheever (1978), que además fue un best seller. Su último libro, Oh, esto parece el paraíso, una novela corta de sólo 100 páginas, muestra a un Cheever menos sombrío y más optimista.
La homosexualidad, el alcoholismo, las relaciones frustradas y las tensiones de la vida doméstica son, a grandes rasgos, los temas que atraviesan a la mayoría de sus creaciones, aunque a veces muy por lo bajo.
A principios de la década de los 70 mantuvo relaciones con la actriz Hope Lange, pero sin llegar a compromiso matrimonial.
Murió a los 70 años de edad, en Ossinning, en el estado de Nueva York.
Las cartas de John Cheever se publicó en 1988 y Los diarios de John Cheever en 1991.

## Obras

### Cuentos
- 1943: The Way Some People Live: A Book of Short Stories
- 1953: The Enormous Radio And Other Stories
- 1958: The Housebreaker At Shady Hill And Other Stories
- 1961: Some People, Places And Things That Will Not Appear In My Next Novel
- 1964: The Brigadier And The Golf Widow
- 1973: The World Of Apples
- 1978: Cuentos (The Stories Of John Cheever). Premio Pulitzer de Ficción 1979.
- 1994: Thirteen Uncollected Stories Of John Cheever[n. 1]
- 2021: A Vision of the World: Selected Short Stories. Selección e introducción de Julian Barnes[5]

### Novelas
- 1957: Crónica de los Wapshot
- 1964: El escándalo de los Wapshot
- 1969: Bullet Park
- 1977: Falconer
- 1982: ¡Oh, esto parece el paraíso!

### Otros
- 1988: Cartas
- 1991: Diarios

## Filmografía sobre Cheever
Algunos cuentos de John Cheever llevados al cine o a la televisión:
- El nadador (The Swimmer, 1968).
  - Director: Frank Perry
  - Reparto: Burt Lancaster (como Ned Merrill), Janet Landgard (como Julie Ann Hooper), Janice Rule (como Shirley Abott), y otros.
  - Duración 95 min
  - País: EUA

- 3 by Cheever (1979), película de televisión; incluye: «Oh, Youth and Beauty», «The Sorrows of Gin», y «The 5:48».
  - Oh, Youth and Beauty
    - Director: Jeff Bleckner
    - Reparto: Michael Murphy (como Cash Bentley).
    - Duración: 60 min
    - País: EUA.

  - The Sorrows of Gin
    - Director: Jack Hofsiss
    - Reparto: John Harkins (como Trace; Baxter Harris (como Bill; Eileen Heckart (como Rosemary; Sigourney Weaver (como Marcia Lawton, y otros.
    - Duración: 60 min
    - País: EUA

  - The 5:48
    - Director: James Ivory.
    - Reparto: Laurence Luckinbill (como John Blake), Mary Beth Hurt (como Jane Dent), John Harkins (como Trace Beardon), y otros
    - Duración: 60 min
    - País: EUA